# Vétraz-Monthoux
Vétraz-Monthoux (prononcé [vetʁa mɔ̃tu] ; le -az ne se prononce pas traditionnellement) est une commune française située dans le département de la Haute-Savoie, en région Auvergne-Rhône-Alpes. Elle fait partie de l'agglomération du Grand Genève.
Elle est née de la fusion des communes de Vétraz et de Monthoux au XIXe siècle.

## Géographie

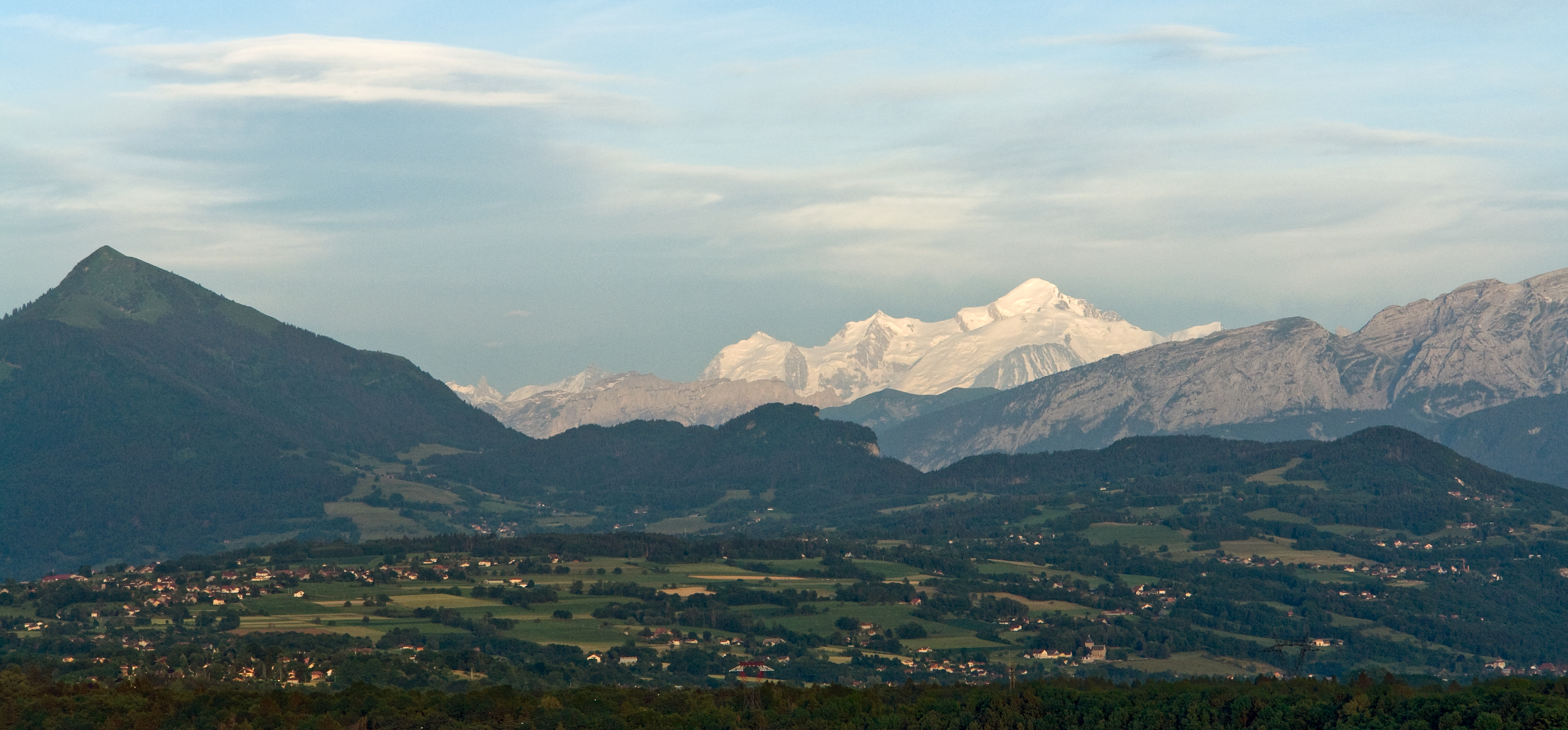
Massif du Mont-Blanc depuis Vétraz-Monthoux.

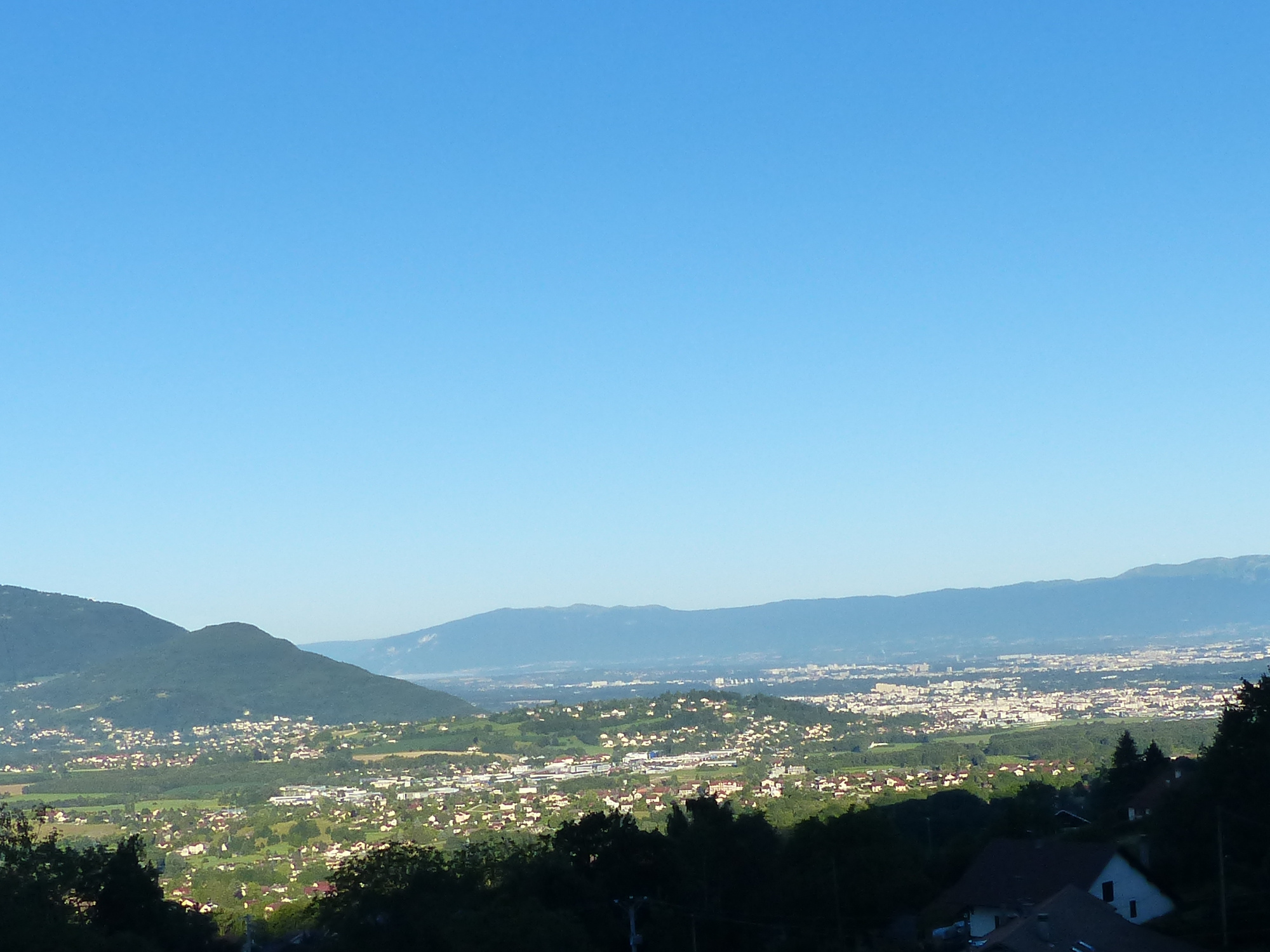
La colline de Vétraz-Monthoux vue de Lucinges.

Vétraz-Monthoux est une commune située dans le département de la Haute-Savoie, dans l'agglomération d'Annemasse, non loin de Genève.
Sa position sur une colline, entre la vallée de l'Arve et le plateau d'Annemasse et dominée par le Haut-Monthoux, lui donne une physionomie particulière. L'habitat se divise grosso modo en trois zones : le chef-lieu (qui inclut aussi une partie basse jouxtant Annemasse), Haut-Monthoux et Bas-Monthoux.
La colline de Monthoux culmine à 571 m.

## Urbanisme

### Typologie
Au 1er janvier 2024, Vétraz-Monthoux est catégorisée ceinture urbaine, selon la nouvelle grille communale de densité à sept niveaux définie par l'Insee en 2022.
Elle appartient à l'unité urbaine de Genève (SUI)-Annemasse (partie française), une agglomération internationale regroupant 34  communes, dont elle est une commune de la banlieue,,. Par ailleurs la commune fait partie de l'aire d'attraction de Genève - Annemasse (partie française), dont elle est une commune de la couronne,. Cette aire, qui regroupe 158 communes, est catégorisée dans les aires de 700 000 habitants ou plus (hors Paris),.

### Occupation des sols
L'occupation des sols de la commune, telle qu'elle ressort de la base de données européenne d’occupation biophysique des sols Corine Land Cover (CLC), est marquée par l'importance des territoires artificialisés (59,7 % en 2018), en augmentation par rapport à 1990 (45,1 %). La répartition détaillée en 2018 est la suivante : 
zones urbanisées (50,3 %), terres arables (17,5 %), forêts (13,5 %), zones agricoles hétérogènes (9,4 %), zones industrielles ou commerciales et réseaux de communication (5,1 %), espaces verts artificialisés, non agricoles (4,2 %).
L'IGN met par ailleurs à disposition un outil en ligne permettant de comparer l’évolution dans le temps de l’occupation des sols de la commune (ou de territoires à des échelles différentes). Plusieurs époques sont accessibles sous forme de cartes ou photos aériennes : la carte de Cassini (XVIIIe siècle), la carte d'état-major (1820-1866) et la période actuelle (1950 à aujourd'hui).

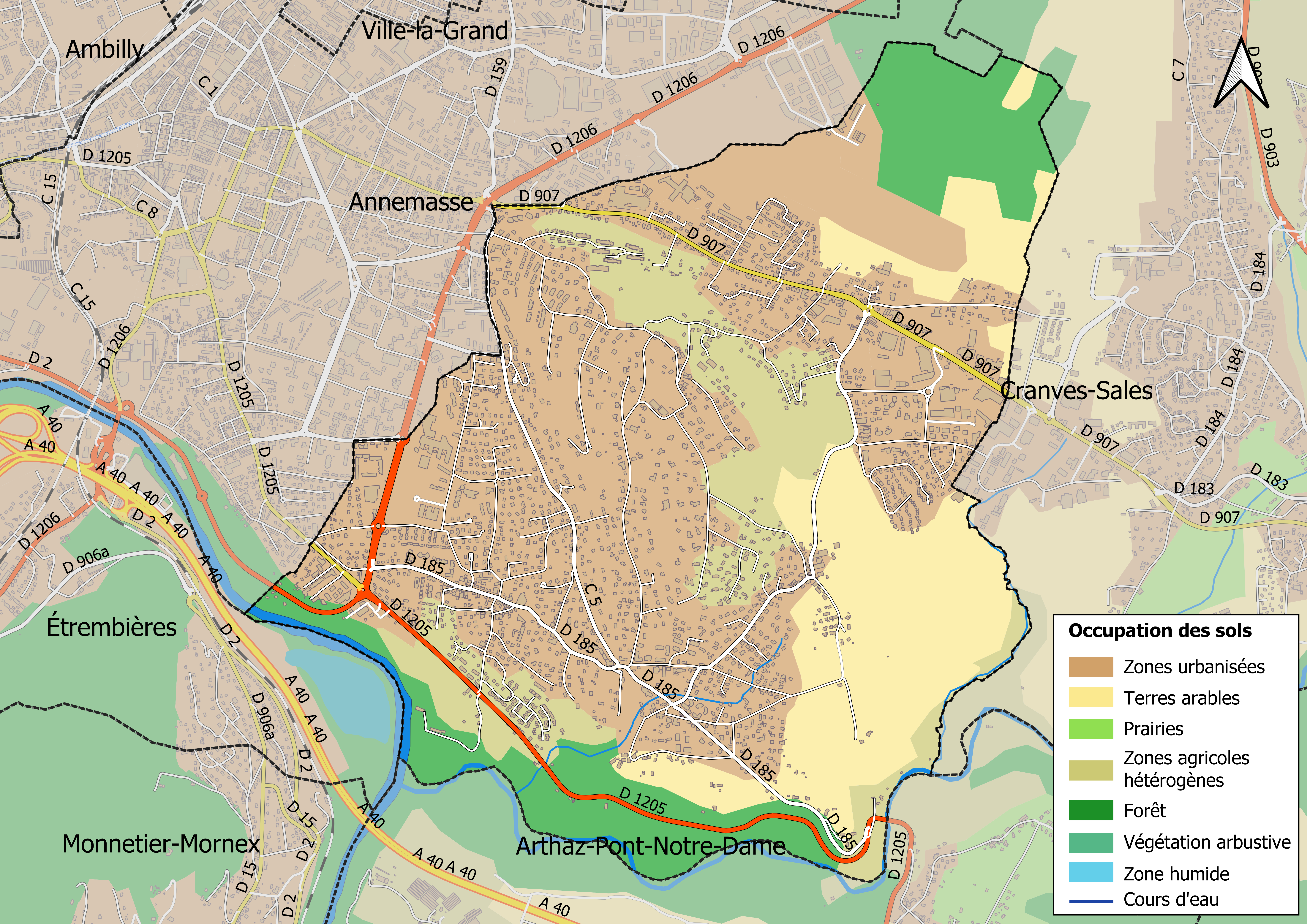
Carte des infrastructures et de l'occupation des sols en 2018 (CLC) de la commune.
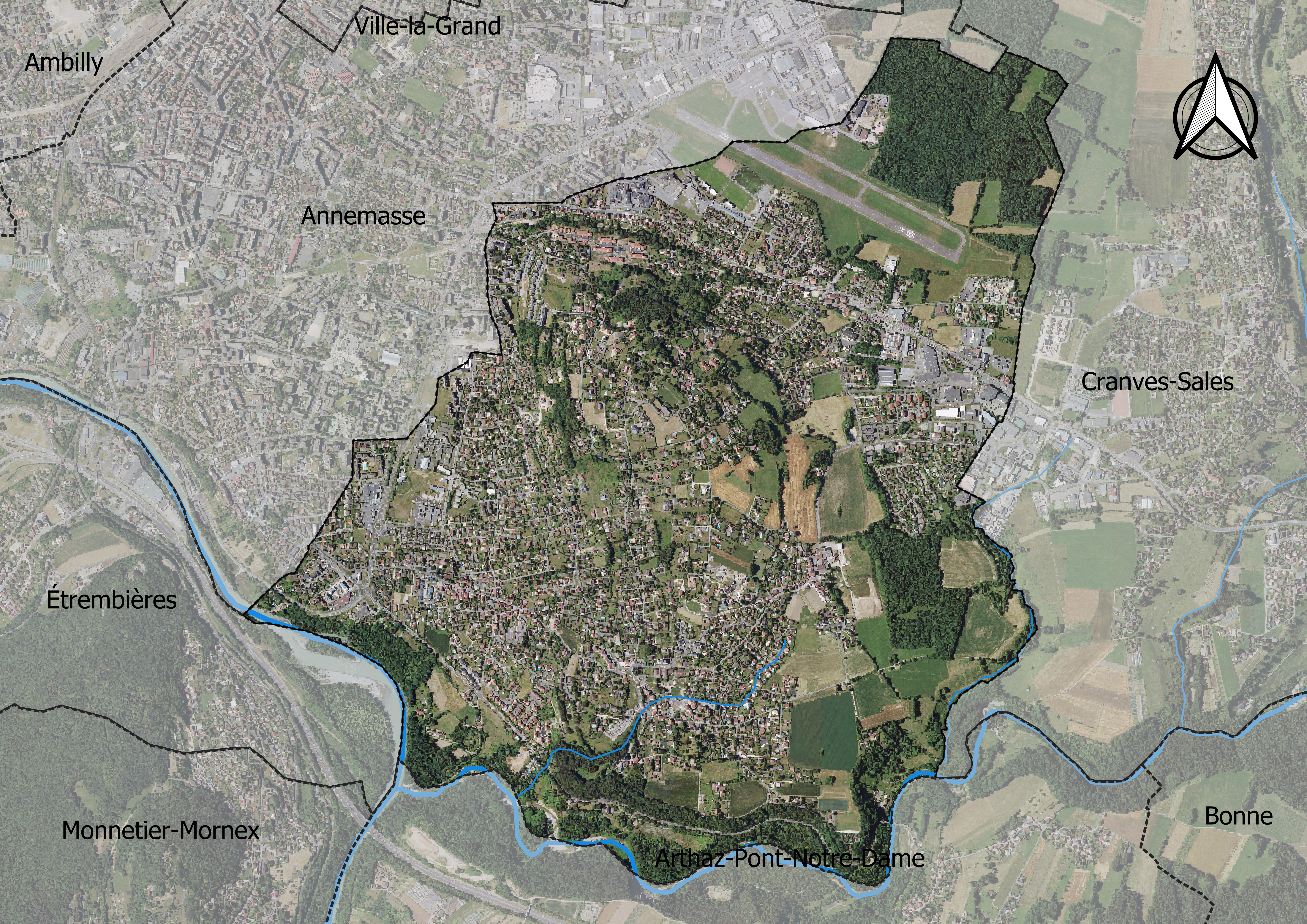
Carte orthophotogrammétrique de la commune.

## Toponymie
Vétraz-Monthoux provient de l'union des communes de Vétraz et de Monthoux, en 1818.
Le nom Vétraz (Vitraz en 1203) viendrait du latin Vitrius, dérivé de Victor/Victorius, avec le suffixe -acum pour désigner un nom de lieu (Vitriacum).
En arpitan, le nom de la commune s'écrit Vtrâ, selon la graphie de Conflans.

## Histoire

### Histoire de Monthoux
Au Moyen Âge, Monthoux est le chef lieu d'un mandement qui s'étend sur les paroisses de Haut et Bas-Monthoux, Annemasse, Cranves-Sales et Vétraz.
Le premier document où se trouve mentionné Monthoux (« Montheus ») est une charte de 1142 signalée par Amédée de Foras dans l’armorial et nobiliaire de Savoie : « Guillaume Ier, quatrième comte de Genève, fils d’Amédée Ier, déjà mentionné par son père dans la charte de Monthoux en 1142 ». À partir de 1245, la liste des seigneurs de Monthoux est connue.
À cette date, le château appartenait à la maison de Faucigny ; Aimon II de Faucigny est cité dans une bulle du pape Innocent IV, datée de Lyon du 15 des calendes de septembre 1245 au sujet du château et de la chapelle de Monthoux.
Le château de Monthoux changea plusieurs fois de propriétaires entre 1245 et le début du XVIe siècle. Amédée de Viry se porte acquéreur du château entre 1484 et 1504. Il passe ensuite à Armand Goyet, en 1505 puis est racheté par Amédée de Viry en 1510, passe à Michel de Viry en 1525. Vendu à Antoinette du Saix en 1528, il est racheté par Michel de Viry en 1532.
Par acte fait à Coppet, au château du lieu-dit, le 22 avril 1532, le seigneur Michel, baron de Viry et dame Pauline de Vergy, sa femme, vendent à Noble Michel Guillet, tant en son nom que de Noble Jehan Guillet, son frère, le château et mandement de Monthoux, avec ses fidélités, censes, hommages, servis, tailles, usages, tributs, fruits, fiel et direct domaine, moulins, batteurs, cours d’eau et autres artifices, pasqueraiges, alpages, droits et actions, et toutes choses appartenantes et dépendantes dudit château pour le prix de 1400 écus d’or et 600 écus d’or pour droit de rachat et aussi les droits de racheter les dîmes qui se trouvent près de Collonges des Nobles Georges et Antoine de Livron.
En janvier-février 1536, les Bernois s’emparent de Monthoux (7e siège). Ils vendirent le château au baron de Viry mais celui-ci ne le conserva pas longtemps ; il fut obligé, par le Conseil de Berne, de le restituer aux Nobles Guillet avec tout le bien qu’il leur avait pris. Le 21 mai de la même année, le seigneur Michel, Baron de Viry et Pauline de Vergy, font à Chambéry un accord avec Nobles Michel et Jehan Guillet. Ils sont convenus que pendant deux ans, il sera loisible aux mariés de Viry de racheter le mandement de Monthoux moyennant la restitution de 2600 écus d’or. Cet accord n’empêche pas un long procès entre les deux parties devant le Parlement de Chambéry.
L’arrêt du 8 mars 1544 déboute le seigneur de Viry pour le rachat de la terre de Monthoux qui s’étend depuis l’eau de la Menoge jusqu’à Möellesulaz, de l’Arve jusqu’à l’eau de la Chanfousaz, et depuis Petrousaz jusqu’au mandement de Gaillard, partie de Ville-la-Grand (acte de reconnaissance du 22 décembre 1541 des frères Guillet, seigneurs de Monthoux envers Jacques de Savoie-Nemours). Le 27 février 1565, Michel Guillet, seigneur de Monthoux obtient de Jacques de Savoie, duc de Nemours et de Genevois, l’autorisation de faire une foire annuelle à Monthoux le lendemain la Nativité de Notre-Dame, le 9 septembre.
Le 2 avril 1589, les Genevois s’emparent de Monthoux et y mettent une garnison (8e siège). Charles Emmanuel, duc de Savoie rentre du Piémont, libère Monthoux à la fin août. Un traité de paix est signé à Nyon le 10 octobre 1589. Le duc laissant en Savoie son fils naturel, Don Amé en qualité de lieutenant-général, retire ses troupes mais aussitôt les Genevois reprennent l’offensive. Le 24 janvier 1590, les Genevois assiègent Monthoux. La garnison composée essentiellement de paysans ne se rendit pas et la place ne pût être prise. Le 24 mars 1590, les Genevois envoient six compagnies d’infanterie et deux de cavalerie avec six pièces de canon. Après avoir tiré 35 coups, et fait une brèche, elles entrèrent dans la place le 25 mars à 4 heures du soir. La garnison, soit 36 hommes fut passée au fil de l’épée. Le château fut vidé et démoli (9e et dernier siège de Monthoux).
Les seigneurs de Monthoux furent par la suite activement et très honorablement mêlés aux ducs de Savoie pendant deux siècles.
Plus près de nous, après neuf générations de possession de Monthoux, la famille Guillet de Monthoux va s’éteindre avec Othon Guillet de Monthoux, né en 1762, mort en 1841. Il avait épousé Elisabeth Willelmine de Budé dont il eut quatre filles.
L’aînée, Augustine-Elisabeth, épousa Alexis, Gabriel, Joseph Foncet de Montailleur, major dans les armées du roi, chevalier de Malte, chevalier des Saints Maurice et Lazare, comte de Marcossey. Augustine-Elisabeth fut l’héritière de l’assiette de l’ancien château de Monthoux.
Elle voulut perpétuer le souvenir de ses ancêtres ainsi que celui du château qui par sa situation sur la frontière a joué un certain rôle dans notre histoire savoyarde. Elle décida alors de faire construire une chapelle sur l’emplacement de l’ancien donjon ainsi qu’une maison d’habitation avec dépendances. La construction de la chapelle fut achevée en 1863 année où furent transférées dans la crypte les dépouilles de la famille de Monthoux. Elle mourut en 1875, sans héritier direct. Ses biens passèrent à ses neveux qui, pour respecter ses dernières volontés, vendirent en 1893 la chapelle, la maison et dépendances ainsi que le jardin à la bourse des Pauvres Clercs du diocèse d’Annecy.

### Pèlerinage
Au Moyen Âge, avant le XVIe siècle, la paroisse, qui possède des reliques, est le lieu d'un pèlerinage en faveur de saint Albin ou Aubin, censé pouvoir guérir les enfants rachitiques ou infirmes. Il s'effectuait dans une chapelle située hors de l'église, et rayonnait sur toute la partie nord des Alpes.

### Période contemporaine
Entre 1780 et 1837, Vétraz-Monthoux fait partie de la province de Carouge, division administrative des États de Savoie, avant d'être rattachée à la province du Faucigny (1837-1860).
En 1803, la paroisse de Monthoux s'unit à celle de Vétraz. En 1818, Vétraz et de Monthoux fusionnent pour former la nouvelle commune de Vétraz-Monthoux.
Lors des débats sur l'avenir du duché de Savoie, en 1860, la population est sensible à l'idée d'une union de la partie nord du duché à la Suisse. Une pétition circule dans cette partie du pays (Chablais, Faucigny, Nord du Genevois) et réunit plus de 13 600 signatures, dont 55 ou 112 pour la commune, parmi elles 2 membres du conseil syndical. Le duché est réuni à la suite d'un plébiscite organisé les 22 et 23 avril 1860 où 99,8 % des Savoyards répondent « oui » à la question « La Savoie veut-elle être réunie à la France ? ».
En 1868, le hameau de Rosse est uni à la commune de Cranves-Sales, par décret du 29 janvier 1868.
En 1975, le diocèse d'Annecy cède les biens de Monthoux à la commune de Vétraz-Monthoux.

## Politique et administration

### Liste des maires
Depuis 1944, sept maires se sont succédé à la tête de la commune :
| Période                                  | Période   | Identité                                | Étiquette       | Qualité |
| ---------------------------------------- | --------- | --------------------------------------- | --------------- | --- |
| 1944                                     | mai 1953  | Marius Lamouille                        | PCF             | |
| mai 1953                                 | 1988      | Albert Roguet                           |                 | |
| 1988                                     | mars 1989 | Roger Brand                             |                 | |
| mars 1989                                | juin 1995 | Fernand Doucet                          |                 | Ancien secrétaire général de mairie |
| juin 1995                                | mars 2001 | Bernard Dentand                         | DVD             | Industriel |
| mars 2001                                | mai 2020  | Michelle Amoudruz Fille d'Albert Roguet | DVD puis UMP-LR | Retraitée de la fonction publique 5e vice-présidente d'Annemasse Agglo |
| mai 2020                                 | En cours  | Patrick Antoine                         | DVD             | Chef d'entreprise dans l'immobilier. Vice-président d’ANNEMASSE AGGLOMÉRATION chargé du tourisme, de l’attractivité du territoire, de la dynamisation des centres-villes et centres-bourgs. Président de l'Office de Tourisme Les Monts de Genève |
| Les données manquantes sont à compléter. |           |                                         |                 | |

## Économie
Les deux bassins d'emploi importants liés à la commune sont Genève et Annemasse. Vétraz-Monthoux compte environ 5 000 actifs, dont près de 50% de frontaliers. Le taux de chômage se situe autour de 5 %.
Les secteurs industriel et artisanal sont fortement représentés sur le territoire de la commune, aux dépens des services et des commerces.
Une importante exploitation agricole perdure, La Ferme de Corly, dont la spécialité est la fabrication de yaourt à partir de lait produit sur place.

## Population et société
Ses habitants sont appelés les Vétraziens.

### Démographie
L'évolution du nombre d'habitants est connue à travers les recensements de la population effectués dans la commune depuis 1793. Pour les communes de moins de 10 000 habitants, une enquête de recensement portant sur toute la population est réalisée tous les cinq ans, les populations de référence des années intermédiaires étant quant à elles estimées par interpolation ou extrapolation. Pour la commune, le premier recensement exhaustif entrant dans le cadre du nouveau dispositif a été réalisé en 2007.

En 2022, la commune comptait 10 412 habitants, en évolution de +19,98 % par rapport à 2016 (Haute-Savoie : +6,01 %, France hors Mayotte : +2,11 %).
| 1793 | 1800 | 1806 | 1822 | 1838 | 1848  | 1858  | 1861 | 1866 |
| ---- | ---- | ---- | ---- | ---- | ----- | ----- | ---- | ---- |
| 321  | 348  | 354  | 700  | 873  | 1 062 | 1 088 | 903  | 996  |

| 1872 | 1876 | 1881 | 1886 | 1891 | 1896 | 1901 | 1906 | 1911 |
| ---- | ---- | ---- | ---- | ---- | ---- | ---- | ---- | ---- |
| 907  | 858  | 900  | 899  | 813  | 765  | 743  | 744  | 705  |

| 1921 | 1926 | 1931  | 1936  | 1946  | 1954  | 1962  | 1968  | 1975  |
| ---- | ---- | ----- | ----- | ----- | ----- | ----- | ----- | ----- |
| 751  | 964  | 1 078 | 1 004 | 1 002 | 1 346 | 1 911 | 2 231 | 2 908 |

| 1982  | 1990  | 1999  | 2006  | 2007  | 2012  | 2017  | 2022   | - |
| ----- | ----- | ----- | ----- | ----- | ----- | ----- | ------ | - |
| 3 413 | 4 311 | 5 297 | 6 141 | 6 262 | 7 562 | 8 900 | 10 412 | - |

### Enseignement
La commune de Vétraz-Monthoux est située dans l'académie de Grenoble. Elle comporte trois groupes scolaires : Françoise-Dolto, René-Cassin et Le Petit Prince.

### Santé
La commune accueille la clinique Pierre de Soleil (soins de suite et de réadaptation), Rouge Cargo (établissement dédié aux adolescents), le centre médico-psychologique adultes Joseph-Daquin et l'association Nous Aussi (prise en charge et accompagnement de personnes porteuses de handicap).

### Médias
La télévision locale TV8 Mont-Blanc diffuse des émissions sur les pays de Savoie.

## Culture locale et patrimoine

### Lieux et monuments
Le patrimoine de la commune se partage entre les deux anciennes paroisses :
Vétraz
- l’église Saints-Pierre-et-Paul, reconstruite au XIXe siècle[26] ; restaurée en 2018-2019
- le pont de la Menoge (début XIXe siècle ?)[26] ;

Monthoux
- château de Monthoux, également le siège d'une châtellenie[27],[28].
- église de la Nativité de Notre-Dame, convertie en maison d'habitation[27] ;
- chapelle de Haut-Monthoux, édifiée sur l'ancien emplacement du château[27] ;

Autres patrimoine
- Pèlerinage de saint Albin ou Aubin
- Une ancienne demeure d'Alain Delon.

### Personnalités liées à la commune
- Mohammed ben Zayed Al Nahyane, prince héritier et ministre de la Défense de l’émirat d'Abou Dabi séjourne depuis des décennies l’été[29], dans une propriété familiale située dans la commune, une vaste résidence avec jardins dite « palais Al-Nahda », pour laquelle a été déposée une demande d’autorisation d'aménagement d’une hélistation[30].

### Espaces verts et fleurissement
En 2014, la commune de Vétraz-Monthoux bénéficie du label « ville fleurie » avec « une fleur » attribuée par le Conseil national des villes et villages fleuris de France au concours des villes et villages fleuris. Une deuxième fleur a été attribuée à la commune en 2018.